# Peter Scolari
Peter Thomas Scolari (New Rochelle, 12 de setembro de 1955 – 22 de outubro de 2021) foi um ator estadunidense. Ficou conhecido por seus papéis como Michael Harris em Newhart (1984-1990) e Henry Desmond em Bosom Buddies (1980-1982). Scolari recebeu três indicações ao Emmy por seu trabalho em Newhart e ganhou o prêmio de melhor ator convidado em série de comédia por seu papel recorrente como Tad Horvath em Girls em 2016.
Scolari morreu em 22 de outubro de 2021, aos 66 anos de idade, devido a um câncer.